# Жанаталап (Карагандинская область)
Жанатала́п (каз. Жаңаталап, до 7 июля 2015 года — Мо́лодецкое) — село в Бухар-Жырауском районе Карагандинской области Казахстана, административный центр и единственный населённый пункт Молодецкого сельского округа. 

## География
Населённый пункт расположен на западе Бухар-Жырауского района, в 112 километрах (по автодороге) к юго-западу от районного центра посёлка Ботакара, в 57 километрах к северо-западу от областного центра города Караганда. Соседние сёла: Кызылжар в 4,6 километрах к северо-востоку, Асыл в 6 километрах к югу, Актобе в 8 километрах к юго-западу. Транспортное сообщение осуществляется автомобильными дорогами республиканского значения KAZ05 «Астана — Кабанбай батыра — Нура — Темиртау»  (до 20 августа 2015 года — Р-3) и областного значения КМ-3 «Новодолинка—Шахан—Жанаталап км 0-34». Высота центра села — 466 метров над уровнем моря. 

## История
Совместным постановлением акимата Карагандинской области от 5 июня 2015 года № 30/04 и решением XXXV сессии Карагандинского областного маслихата от 25 июня 2015 года № 399 «О наименовании ряда составных частей городов областного значения и переименовании некоторых сельских населенных пунктов в Карагандинской области», село Молодецкое было переименовано в село Жанаталап.

## Население
| Численность населения | Численность населения | Численность населения | Численность населения |
| 1989                  | 1999                  | 2009                  | 2021                  |
| --------------------- | --------------------- | --------------------- | --------------------- |
| 1086                  | ↗1184                 | ↘1140                 | ↘920                  |

национальный состав
Процентное соотношение численно-преобладающих национальностей села согласно переписи населения 1989 года:
| Национальность | Процентное соотношение |
| -------------- | ---------------------- |
| казахи         | 38 %                   |
| русские        | 31 %                   |
| другие         | 31 %                   |